# Cattedrale di San Paolo (Erie)
La cattedrale di San Paolo (in inglese:  St. Paul's Cathedral) è una cattedrale episcopale situata ad Erie, in Pennsylvania, Stati Uniti d'America. La chiesa è sede della diocesi episcopale della Pennsylvania nord occidentale.
La cattedrale è stata fondata come chiesa di St. Paul il giorno di san Patrizio, 17 marzo, del 1827. St. Paul poi divenne la cattedrale della nuova diocesi il 21 febbraio 1915.